# Artemistemplet på Korfu

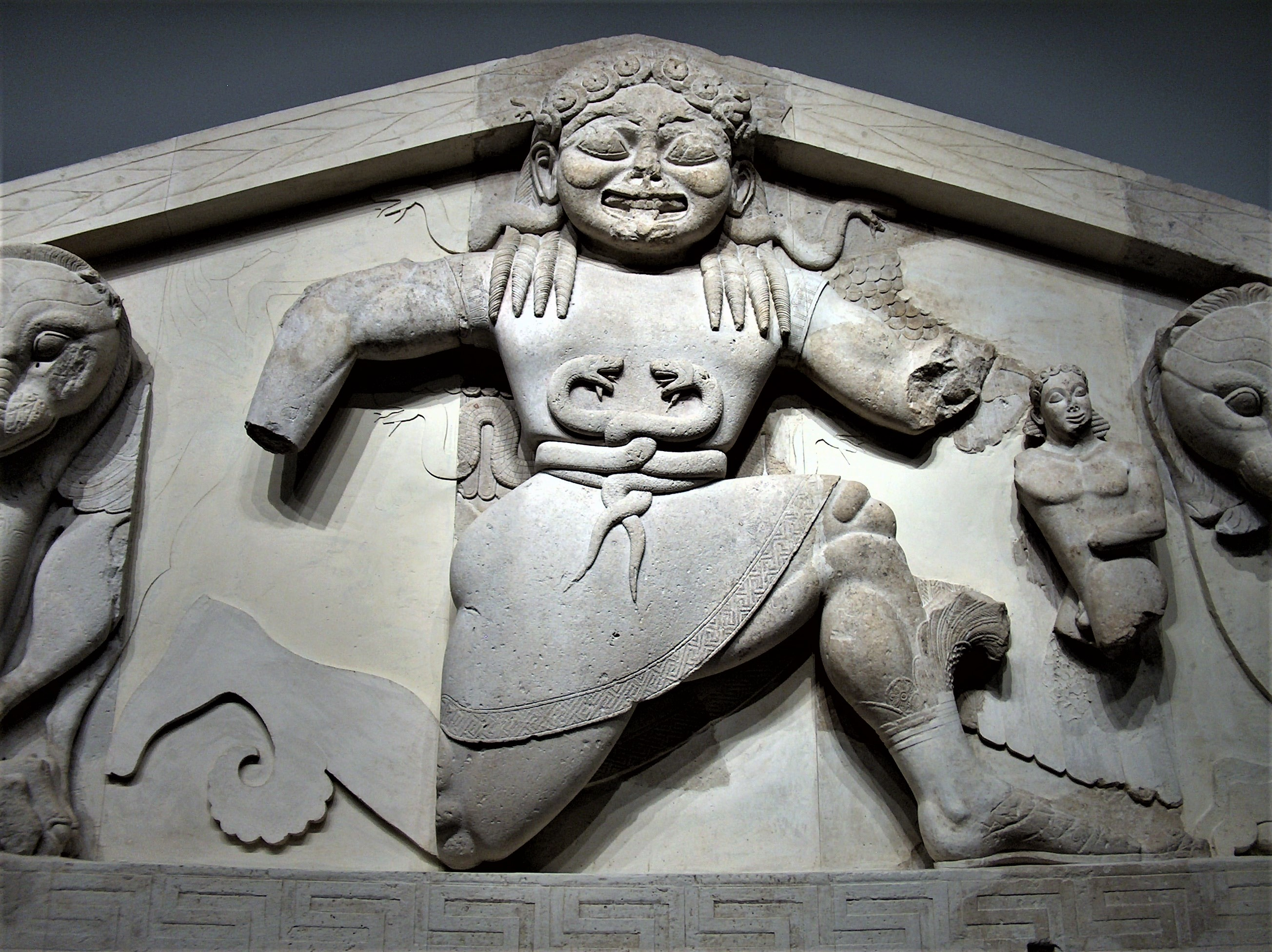
Artemistemplet på Korfu

Artemistemplet i Korfu var ett tempel på Korfu i Grekland, tillägnat Artemis.
Templet uppfördes 580 f.Kr. Det invigdes åt gudinnan Artemis. Ursprungligen dyrkades en lokal gudinna, som dock tolkades som Artemis av de grekiska stadsborna genom interpretatio graeca. 
Det är känt som en av de första grekiska tempel som byggdes i sten. Det byggdes i dorisk stil. Det är känt för sina reliefer i arkaisk stil. 
Templet stängdes under förföljelserna av hedningar i Romarriket. 